# Semih Terzi
Semih Terzi (1968 – 16 de julio de 2016) fue un general del Ejército turco, que recibió un disparo en el cuartel general del Comando de Fuerzas Especiales durante el intento de golpe de Estado en Turquía de 2016. Fue trasladado a la Academia Médica Militar de Gülhane (GATA) a las 06:01, cuatro horas después de haber sido herido, y según testigos, al llegar al hospital aún podía sentarse y hablar; su muerte fue anunciada al día siguiente.
Zekai Aksakallı ordenó a Ömer Halisdemir, un miembro de las fuerzas especiales, neutralizar a Terzi la noche del golpe, acción que cambió el rumbo del golpe.

## Carrera militar
Terzi se graduó de la Academia del Ejército Turco en 1989. En 2009, fue ascendido al rango de coronel de Estado Mayor del Cuerpo de Ingenieros (en turco: İstihkam Kurmay Albay). Su ascenso al rango de general de brigada (Tuğgeneral) por decisión del Consejo Supremo Militar se produjo en agosto de 2014.
Su último cargo fue como comandante de la 1.ª Brigada de Fuerzas Especiales y de la Base de Operaciones de Fuerzas Especiales, ubicada en Silopi, Şırnak, en el sureste de Turquía.

## Intento de golpe de Estado de 2016
El 15 de julio de 2016 se intentó un golpe de Estado. En el marco de las acciones militares, un grupo de golpistas intentó capturar al comandante de las Fuerzas Especiales, mayor general Zekai Aksakallı. Al conocer las intenciones de los golpistas, logró escapar de sus perseguidores. Al enterarse de los planes del general de brigada Semih Terzi de dirigirse a Ankara para tomar el cuartel general del Comando de Fuerzas Especiales en Gölbaşı, ordenó a Terzi, alrededor de las 00:30 horas, mediante radio, que no se uniera a los golpistas. Al observar señales de desobediencia por parte de Terzi, Aksakallı ordenó al comandante de la 3.ª Fuerza de Operaciones Especiales, general de brigada Halil Soysal, quien se encontraba en la localidad de Saladino, en el norte de Irak, que se dirigiera a Silopi y tomara el mando allí para neutralizar al personal insurgente, internando finalmente al oficial de servicio, coronel Celal Koca.
Mientras tanto, Terzi se trasladaba desde la Base Aérea de Diyarbakır hacia la Base Aérea de Akıncı, en Ankara, en un avión. Desde allí, junto a veinte oficiales de diversos rangos, voló en helicóptero hacia Gölbaşı. La captura del cuartel general del Comando de Fuerzas Especiales era muy importante para los golpistas, ya que les permitiría contrarrestar cualquier intento del gobierno por impedir el golpe mediante el control de todas las unidades especiales. Tras neutralizar a los guardias de la entrada principal, ingresaron al patio delantero del cuartel alrededor de las 02:30 horas. Terzi notificó al oficial de servicio del cuartel que asumía el control de las Fuerzas Especiales. En ese momento, Terzi fue abatido por el sargento mayor Ömer Halisdemir, quien había recibido instrucciones del mayor general Zekai Aksakallı y le era leal. Los soldados golpistas que acompañaban a Terzi mataron inmediatamente a Halisdemir en represalia.El cuerpo de Terzi fue envuelto en una tela y trasladado de urgencia en helicóptero al Hospital de la Academia Médica Militar Gülhane (GATA), donde se confirmó su muerte.El cuerpo de Halisdemir permaneció en el patio delantero del cuartel. La muerte de Terzi impidió un cambio en la cadena de mando.

## Sepultura
El cuerpo de Terzi fue trasladado a Erzincan para su sepultura. Sin embargo, la Municipalidad de Erzincan, responsable del servicio funerario, lo calificó de “traidor” y rechazó su entierro en el cementerio de la ciudad. Por ello, su familia lo enterró en el patio trasero de su casa.

## Familia
Le sobrevivió su esposa, Nazire Terzi.La viuda fue acusada de “complicidad en el delito de violación de la Constitución” y fue condenada a 18 años de prisión en febrero de 2018, tras haber permanecido detenida 559 días en la cárcel.